# Sibun River
Der Sibun River (Xibun River, Río Siboon, Siban River, früher Sheboon River) ist ein Fluss in Belize, welcher ein großes Einzugsgebiet im Zentrum des Landes hat. Er entwässert eine Fläche von ca. 1275 km² Der Fluss ist benannt nach dem Stamm der Sibun (Xibun) einem Stamm der Maya, welcher in dem Gebiet ansässig war.

## Verlauf

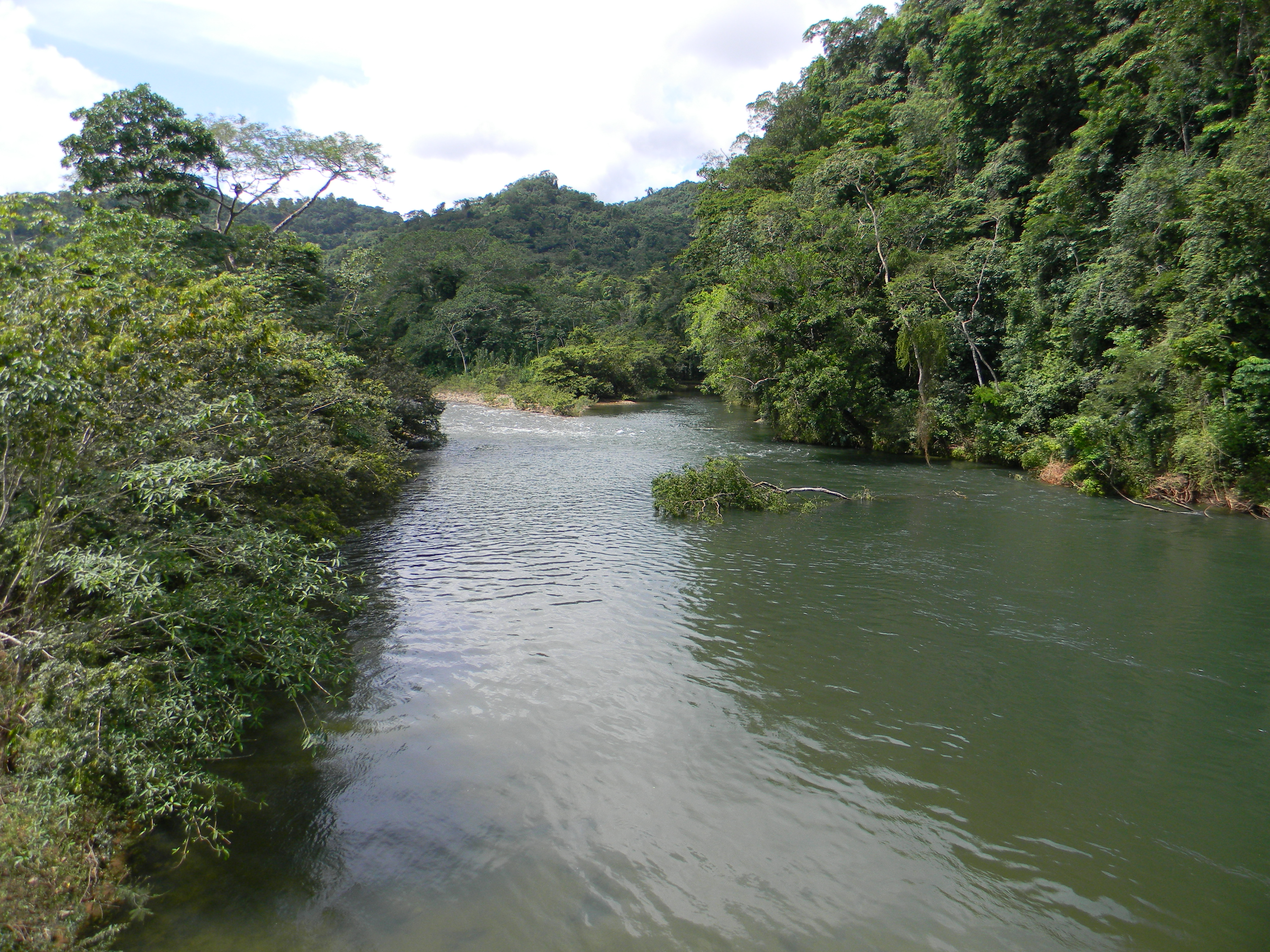
Sibun River am Hummingbird Highway.

Der Oberlauf des Sibun River liegt im Gebiet der Maya Mountains auf bis zu 600 m Höhe. Ein linker Zufluss in der Quellregion des Flusses wird als Caves Branch River bezeichnet. Der Sibun River fließt anfangs nach Norden und trifft am Hummingbird Highway westlich von Santa Martha das erste Mal auf die Zivilisation. Der Highway verläuft mit einer Brücke über den Fluss und der Sibun River fließt weiter nach Nordosten, wo von rechts der Dry Creek einmündet. Der Fluss verläuft durch eine Schlucht, bis er in die Küstenebene eintritt, wo Zitrus- und Kakao-Plantagen den Flusslauf begleiten. Hier wird das Flusstal von Karstformationen begleitet, welche viele Maya Cave Sites beherbergen. Bei Frank’s Eddy mündet von links der Caves Branch und von rechts der Indian Creek. Mit ein paar Kilometer Abstand vom linken Ufer verläuft dort der George Price Highway parallel zum Fluss. Der Manatee Highway verläuft bei Mahogany Heights/La Democracia mit einer Brücke über den Fluss. Weitere Orte links des Flusses sind Jih Chan, Rockville, Hattieville, Tropical Park, Freetown Sibun und Western Paradise. Über dem rechten Ufer erheben sich die Peccary Hills und es gibt keine Siedlungen. Zwischen Freetown Sibun und Western Paradise mündet von links der Hector Creek. Kurz vor der Mündung in die Karibische See zehn Kilometer südwestlich von Belize City kreuzt der Burdon Canal den Sibun.

## Ökologie
Das Einzugsgebiet des Sibun River umfasst mehrere Vegetationstypen wie tropische immergrüne und gemischte Nadelwälder, Laubwald, Mangroven und landwirtschaftliche Flächen (Plantagen).
Bevor der Fluss das Dorf Freetown Sibun erreicht, ist eine verbreitete Begleitflora River Figs und Stachelbambus (Spiny Bamboo, Guadua longifolia). In der Küstenebene sind Mangroven vorherrschend.
Die Sibun Watershed Association ist eine lokale Organisation, welche sich mit Umweltfragen im Einzugsgebiet des Flusses befasst.

## Geschichte
Seit 1999 gibt es einen Territorialkonflikt zwischen Belize und Guatemala. Guatemala hat das ganze Gebiet von Belize südlich des Sibun River beansprucht. Der Anspruch wird international jedoch nicht anerkannt. Die anerkannte Grenze zwischen Belize und Guatemala ist der Sarstoon River.
Ältere Territorialkonflikte bestanden mit Mexiko, welches das Gebiet nördlich des Sibun River beanspruchte. Diese Ansprüche wurden aber bereits 1893 in einem Vertrag mit Großbritannien ausgeräumt. Seither bekräftigt Mexiko, dass es seine Ansprüche erneuern würde, falls Guatemala erfolgreich in seinen Gebietsansprüchen wäre.
Der Unterlauf des Flusses war Drehort für Szenen des Films Mosquito Coast von 1986.